# محطة كهرباء ميغالوبولي

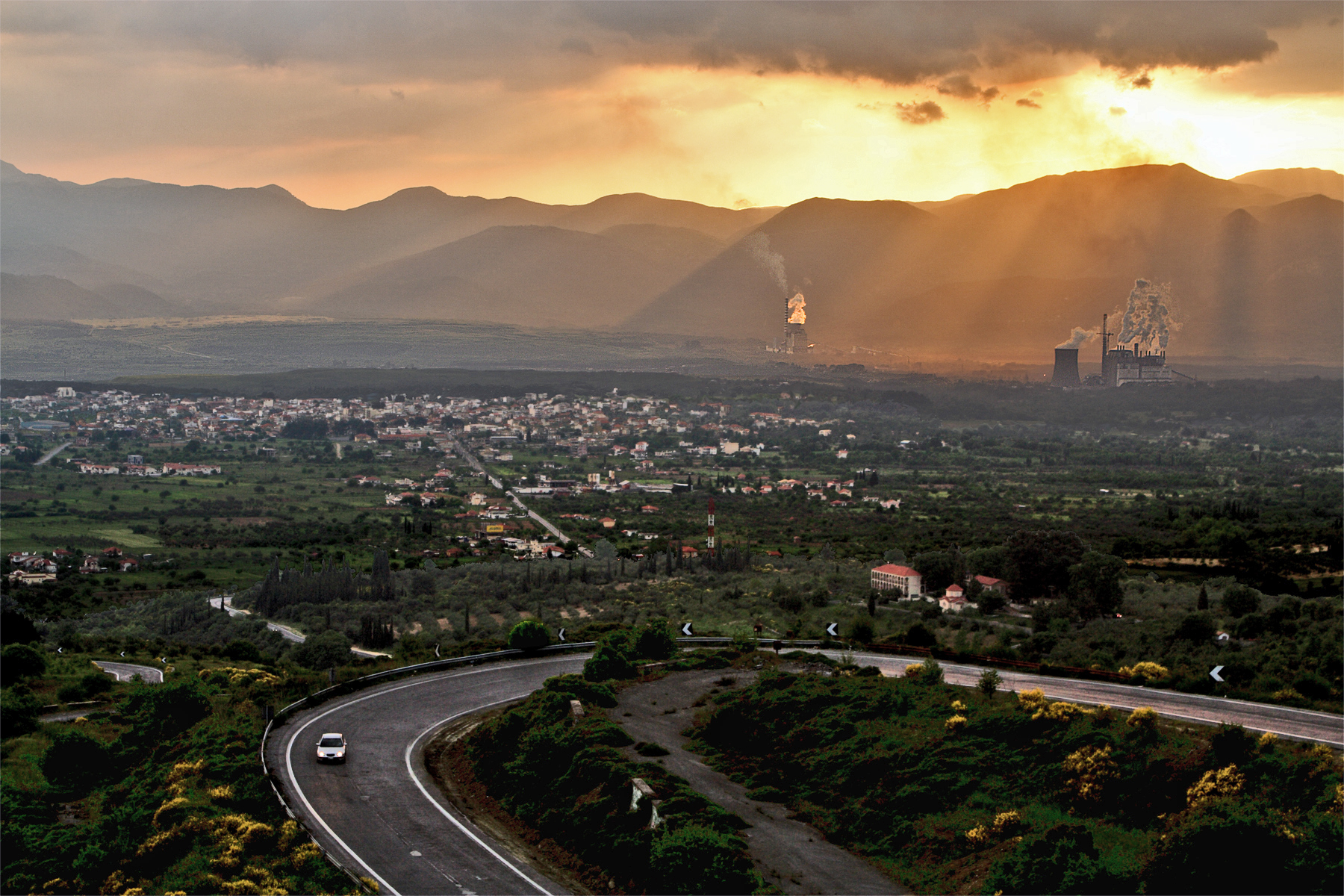
محطة كهرباء ميغالوبولي

محطة كهرباء ميغالوبولي هي محطة كهرباء يونانية تعمل بالفحم تقع في وسط شبه جزيرة بيلوبونيز حيث تزود المنطقة بالكهرباء. أنشأت المحطة في منتصف الستينيات وافتتحت عام 1971 وتبعد 5 كيلومترات شمال بلدة ميغالوبولي، ويجري تزويد المحطة بالفحم من منجم فحم ميغالوبولي المجاور للبلدة وتبلغ طاقة المحطة 850 ميغاو واط.